# Lijst van voetbalinterlands Afghanistan - Kirgizië
Deze lijst van voetbalinterlands is een overzicht van alle officiële voetbalinterlands tussen de nationale teams van Afghanistan en Kirgizië. De landen hebben tot op heden vijf keer tegen elkaar gespeeld. De eerste ontmoeting was een kwalificatiewedstrijd voor de Azië Cup 2004 op 16 maart 2003 in Kathmandu (Nepal). Het laatste duel, een groepswedstrijd tijdens de Centraal-Azië Cup 2023, vond plaats in Bisjkek op 10 juni 2023.

## Wedstrijden
| № | Plaats    | Datum         | Competitie                          | Wedstrijd              | Uitslag |
| - | --------- | ------------- | ----------------------------------- | ---------------------- | ------- |
| 1 | Kathmandu | 16 maart 2003 | Azië Cup 2004 kwalificatie          | Kirgizië − Afghanistan | 1 − 2   |
| 2 | Bisjkek   | 7 mei 2008    | AFC Challenge Cup 2008 kwalificatie | Kirgizië − Afghanistan | 0 − 1   |
| 3 | Dubai     | 13 april 2014 | Vriendschappelijk                   | Afghanistan − Kirgizië | 0 − 0   |
| 4 | Koeweit   | 12 mei 2014   | Vriendschappelijk                   | Afghanistan − Kirgizië | 1 − 0   |
| 5 | Bisjkek   | 10 juni 2023  | Centraal-Azië Cup 2023              | Kirgizië − Afghanistan | 3 − 0   |

## Samenvatting
| Competitie                     | Totaal gespeeld | Winst Afghanistan | Gelijk | Winst Kirgizië | Doelsaldo Afghanistan – Kirgizië |
| ------------------------------ | --------------- | ----------------- | ------ | -------------- | -------------------------------- |
| Azië Cup-kwalificatie          | 1               | 1                 | 0      | 0              | 2 − 1                            |
| AFC Challenge Cup-kwalificatie | 1               | 1                 | 0      | 0              | 1 − 0                            |
| Centraal-Azië Cup              | 1               | 0                 | 0      | 1              | 0 − 3                            |
| Vriendschappelijk              | 2               | 1                 | 1      | 0              | 1 − 0                            |
| Totaal                         | 5               | 3                 | 1      | 1              | 4 − 4                            |

Wedstrijden bepaald door strafschoppen worden, in lijn met de FIFA, als een gelijkspel gerekend.